# Sue Grafton
Sue Taylor Grafton (Louisville, Kentucky; 24 de abril de 1940-Santa Bárbara, California;  28 de diciembre de 2017) fue una escritora y novelista estadounidense, autora de novelas detectivescas y famosa por su serie El alfabeto del crimen (Alphabet Series), 25 novelas protagonizadas por la detective Kinsey Millhone.

## Biografía
Hija del novelista C. W. Grafton, Sue Grafton se graduó en la Universidad de Louisville, donde obtuvo el título en Literatura inglesa. Además de novelas ha escrito guiones para la televisión y para el cine. Algunas de estas obras son en colaboración con su marido, Steven Humphrey.
En 2004 Grafton recibió el Premio Literario Ross Macdonald, otorgado a "una escritora californiana cuya obra supera el estándar de la excelencia literaria".
Falleció el 28 de diciembre de 2017 en Santa Bárbara, California, a la edad de 77 años, tras dos años luchando contra el cáncer.

## Obra literaria
Su obra más conocida es la colección de novelas de misterio cronológicas publicadas durante 35 años, entre 1982 y 2017, y conocidas como  "El Alfabeto del Crimen" (Alphabet Series). Las historias tienen lugar en la ciudad ficticia de Santa Teresa, que se basa en la primera ciudad de residencia de la autora, Santa Bárbara (Grafton eligió el nombre de Santa Teresa como homenaje al autor Ross Macdonald, que anteriormente usó este nombre como alternativa a Santa Bárbara en sus propias novelas). La serie nació cuando Grafton, indignada con un marido del que se estaba separando, decidió que era más práctico y menos peligroso matarlo en la ficción que en la realidad.
Todas las novelas de la serie están escritas desde la perspectiva de una investigadora privada llamada Kinsey Millhone. Su primer libro de la serie es A is for Alibi (A de adulterio), publicada en 1982, año en el que tiene lugar. La serie continúa con B is for Burglar (B de bestias), C is for Corpse (C de cadáver), y así sigue con el alfabeto hasta llegar a la penúltima letra del abecedario Y is for Yesterday (Y de Yesterday).
Durante 2018 la autora tenía previsto escribir la última entrega de la serie, Z is for Zero (Z de cero), para publicarla al año siguiente, sin embargo su hija informó el 28 de diciembre de 2017, día del deceso de su madre, que "Mi madre nunca permitiría que un negro (escritor fantasma) escribiese su última obra, por lo que 'El Alfabeto del Crimen' acaba con la letra Y, y por tanto no habrá una última novela con el título Z en su portada".
La autora siempre se negó a que sus novelas fueran adaptadas al cine o a la televisión, y así lo dejó estipulado en su testamento a sus herederos.

## Obras
En negrita figuran las obras publicadas en español.

### Primeras novelas
- Keziah Dane (1967)
- The Lolly Madonna War (1969)[Nota 1]

### El Alfabeto del Crimen. Serie de Kinsey Millhone
El año de publicación que figura en la siguiente tabla es el de Estados Unidos. El tiempo de la serie es más lento que el real, así, "Q" is for Quarry, por ejemplo, tiene lugar en 1987, aunque se escribió en 2002.
En idioma español, para seguir el orden alfabético, en ocasiones se ha cambiado el sentido del título.
En inglés las quince primeras novelas fueron publicadas por la editorial Henry Holt and Company, y las diez siguientes por la editorial G. P. Putnam's Sons. En español todas las obras han sido editadas por Tusquets Editores (Grupo Planeta).
| N.º | Año  | Título original    | Título en español          |
| --- | ---- | ------------------ | -------------------------- |
| 1   | 1982 | A is for Alibi     | A de adulterio             |
| 2   | 1985 | B is for Burglar   | B de bestias               |
| 3   | 1986 | C is for Corpse    | C de cadáver               |
| 4   | 1987 | D is for Deadbeat  | D de deuda                 |
| 5   | 1988 | E is for Evidence  | E de evidencia             |
| 6   | 1989 | F is for Fugitive  | F de fugitivo              |
| 7   | 1990 | G is for Gumshoe   | G de guardaespaldas        |
| 8   | 1991 | H is for Homicide  | H de homicidio             |
| 9   | 1992 | I is for Innocent  | I de inocente              |
| 10  | 1993 | J is for Judgment  | J de juicio                |
| 11  | 1994 | K is for Killer    | K de Kinsey                |
| 12  | 1995 | L is for Lawless   | L de ley (o fuera de ella) |
| 13  | 1996 | M is for Malice    | M de maldad                |
| 14  | 1998 | N is for Noose     | N de nudo                  |
| 15  | 1999 | O is for Outlaw    | O de odio                  |
| 16  | 2001 | P is for Peril     | P de peligro               |
| 17  | 2002 | Q is for Quarry    | Q de quién                 |
| 18  | 2004 | R is for Ricochet  | R de rebelde               |
| 19  | 2005 | S is for Silence   | S de silencio              |
| 20  | 2007 | T is for Trespass  | T de trampa                |
| 21  | 2009 | U is for Undertow  | U de ultimátum             |
| 22  | 2011 | V is for Vengeance | V de venganza              |
| 23  | 2013 | W is for Wasted    | W de whisky                |
| 24  | 2015 | X                  | X de rayos X               |
| 25  | 2017 | Y is for Yesterday | Y de Yesterday             |

Nota: La autora anunció en 2017 que al año siguiente escribiría la última novela de "El Alfabeto del Crimen", Z is for Zero, para publicarla en 2019, con lo que pondría fin a la serie, sin embargo falleció de cáncer antes de poder escribirla.

### Otras obras
- Kinsey y yo (Kinsey and Me, 1992 y reedición en 2013), colección de relatos sobre Kinsey Millhone y algunos sobre su juventud y la madre de la autora.
- The Lying Game (2003), una historia corta sobre Kinsey Millhone publicada por el 40º aniversario del catálogo Lands' End.